# Sexo seguro

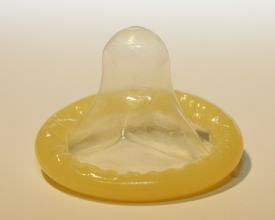
Preservativo

Sexo seguro (derivado do inglês: Safer Sex que traduzido à letra significaria Sexo mais seguro) também chamado de sexo protegido, é um conjunto de práticas que têm como função reduzir o risco de infecção durante a relação sexual, de modo que impede o desenvolvimento de infecções sexualmente transmissíveis (ISTs). Dentre as mais conhecidas temos:
- herpes genital;
- Cancro mole (cancroide)
- HPV
- Doença Inflamatória Pélvica (DIP)
- Donovanose
- Gonorreia
- Clamídia
- Linfogranuloma venéreo (LGV)
- Sífilis
- HIV
- Tricomoníase

Dessa maneira, o sexo não-seguro seria a relação sexual sem o uso de qualquer contracepção de barreira ou outras medidas para prevenção de ISTs.

## Métodos
É considerado seguro o sexo praticado com o uso de preservativos e a masturbação mútua, na qual não há troca de fluidos corporais entre os parceiros. Um estudo demonstrou que anel vaginal infundido com uma droga antiviral parece oferecer proteção contra a infecção pelo HIV. As mulheres que usaram o anel tiveram um risco de 27 por cento menor de infecção por HIV do que as mulheres que receberam um placebo.